# Edgar Dearing
Edgar Dearing (4 de maio de 1893 — 17 de agosto de 1974) foi um ator norte-americano que tornou-se fortemente escalado como um policial de motocicleta em filmes de Hollywood.
Foi muito ativo em filmes e na televisão até que se aposentou no início de 1960; ele faleceu de câncer de pulmão.